# .sj
.sj је највиши Интернет домен државних кодова (ccTLD) за Свалбард и Јан Мајен острва. Администриран је од стране UNINETT Norid, али није у употреби.